# Nowa Wieś Kwidzyńska
Nowa Wieś Kwidzyńska – wieś w Polsce położona w województwie pomorskim, w powiecie kwidzyńskim, w gminie Kwidzyn przy drodze krajowej nr .
W latach 1975–1998 miejscowość administracyjnie należała do województwa elbląskiego.
Zobacz też: Nowa Wieś